# 나주 죽림사 석불좌상
죽림사 석불좌상은 전라남도 나주시 남평읍 풍림리 1번지, 죽림사에 있는 고려시대의 불상이다. 2011년 7월 26일 나주시의 향토문화유산 제28호로 지정되었다.

## 지정 사유
이 불상은 고려시대 불상으로 구례 사도리 석불좌상과 영암 도갑사 석불좌상과 비교해 볼 때 11세기 초반에 조성된 것으로 추정된다. 조성기법으로 볼 때 구례, 김천, 양산, 창녕, 함양의 석불좌상 등과도 연계되고 있어 각 지역간의 교류와 전통적인 양식이 고려 초반기까지 단절되지 않고 계승되고 있었음을 말해주고 있어 보전할 가치가 있다.